# Fujisaki Hachiman-gū
Le Fujisaki Hachiman-gū (藤崎八幡宮) est un sanctuaire shinto situé dans l'arrondissement de Chūō-ku, préfecture de Kumamoto au Japon. Il est consacré à l'empereur Ōjin, à l'impératrice Jingū et aux trois kamis Sumiyoshi (de).

## Histoire
En 935, le sanctuaire Fujisaki Hachiman est établi à l'occasion du bunrei de Iwashimizu Hachiman-gū Kyoto, à Chausuyama (à présent stade de baseball Kumamoto Fujisakidai), château de Kumamoto, sur ordre de l'empereur Suzaku. Le nom « Fuji » dérive d'un conte. Le Fujisaki Hachiman-gū est considéré comme le défenseur de Higo, préfecture de Kumamoto. En 1542, l'empereur Go-Nara offre un cadre en bois (八幡藤崎宮) qui est maintenant gravé sur le torii. La reconstruction du sanctuaire, à vingt ans d'intervalle, se fait sur ordre de l'empereur.
En 1877, le sanctuaire est incendié lors de la rébellion de Satsuma puis reconstruit à Igawabuchi Machi, son emplacement actuel.
Dans le système moderne de classement des sanctuaires shinto, le Fujisaki est répertorié en 1915 parmi les sanctuaires d'importance nationale de troisième rang ou okuhei shōsha (国幣小社).
En 1952, le sanctuaire est désigné association religieuse.

## Festival d'automne du Fujisaki Hachiman-gu ou parade des kamis avec chevaux
Le plus connu des événements du sanctuaire est la parade des kamis avec des chevaux qui se tient au mois de septembre. Cette manifestation s'appelait le « festival Boshita » parce ce que les seko (disciples), suivaient les chevaux dansants en criant « Boshita, boshita ». Cependant, cette exclamation rappelait le Horoboshita qui renvoie à la défaite de la Corée et le nom de « festival de Boshita » a été modifié, la Corée n'ayant jamais été vaincue du temps de Katō Kiyomasa. Le cri des seko est à présent « Doukai, doukai ».

## Trésors
Une statue en bois de Hachiman assis et une statue d'une déesse sont désignées biens culturels importants. Il existe d'anciens documents, des épées et autres armes.

## Référence
- (en) Cet article est partiellement ou en totalité issu de l’article de Wikipédia en anglais intitulé « Fujisaki Hachiman-gū » (voir la liste des auteurs).

## Source
- Dépliant au Fujisaki Hachiman-gu le 26 novembre 2010.